# Istituto Storico Germanico di Roma
Fondato nel 1888, l'Istituto Storico Germanico di Roma (Deutsche Historische Institut in Rom), il cui acronimo è DHI, è il più antico degli istituti storici tedeschi all'estero.
L'Istituto si dedica, in una prospettiva interdisiplinare e transepocale, alla storia e alla storia della musica italiane, nonché alla storia dei rapporti italo-tedeschi dal primo medioevo fino al presente, rivolgendo particolare attenzione ai contesti transregionali e transnazionali nell’Europa meridionale e nello spazio mediterraneo. Il DHI di Roma fa parte dal 2002 della Max Weber Stiftung – Deutsche Geisteswissenschaftliche Institute im Ausland (MWS) con sede a Bonn. La MWS è finanziata dal Ministero Federale dell'Istruzione e della Ricerca (BMBF).

## Istituto
L'Istituto Storico Germanico di Roma venne fondato come Preußische Historische Station dopo l'apertura degli Archivi Vaticani nel 1888. Essa conduce ricerche storiche di base, promuove giovani studiosi e si considera un'istituzione di servizio. Il DHI supporta studiosi e istituzioni tedesche nelle loro ricerche e promuove la cooperazione tra storici tedeschi, italiani e internazionali.
Nel 1960 l'istituto è stato ampliato per includere un dipartimento di storia della musica, il cui campo di attività è il rapporto tra la musica tedesca e italiana, i loro presupposti storici e i suoi effetti sull'Europa.
Gli ospiti, i borsisti e i membri scientifici dell'Istituto lavorano tradizionalmente nell'Archivio Vaticano, nella Biblioteca Vaticana, ma dagli anni Sessanta sempre più anche negli altri archivi e biblioteche ecclesiastiche e soprattutto statali di Roma. Il direttore è assistito da un comitato consultivo scientifico.

## Progetti
L'istituto organizza regolarmente conferenze scientifiche, colloqui e conferenze su temi della storia italiana e della storia della musica, nonché della storia delle relazioni italo-tedesche dal primo medioevo fino al presente, rivolgendo particolare attenzione ai contesti transregionali e transnazionali nell’Europa meridionale e nello spazio mediterraneo. Assegna borse di studio per la formazione di giovani studiosi nel campo della storia e della storia della musica. Le borse di studio sono assegnate per un periodo di diversi mesi, a seconda del progetto di ricerca, e sono principalmente rivolte ai dottorandi. La Ludwig e Margarethe Quidde fellowship sostiene giovani studiosi postdoc che si sono distinti per risultati scientifici di particolare rilievo nel campo della storia o della musicologia. Ogni anno, il DHI assegna diversi tirocini di sei settimane a studenti avanzati di storia e storia della musica i cui studi si concentrano sulle relazioni italo-tedesche o sulla storia italiana. Un corso di dieci giorni si tiene ogni anno per studenti avanzati e dottorandi in storia. Questo cosiddetto "corso di studi romani" fornisce una panoramica della storia e dei monumenti di Roma sulla base di argomenti selezionati.

## Pubblicazioni
Dal 1892 il DHI di Roma ha pubblicato una serie di pubblicazioni che riflettono lo spettro di ricerca dell'istituzione. Questi includono, tra gli altri:

### Edizioni e regesti
Repertorium Germanicum
Il Repertorium Germanicum è una raccolta - non ancora completa - di regesti, con la quale, dal 1916, registri curiali della cancelleria e della Camera apostolica durante il periodo dal Grande Scisma alla Riforma (1378-1517) riguardanti le diocesi "tedesche".
Repertorium Poenitentiariae Germanicum
Oltre al Repertorium Germanicum, questa edizione di fonti (dal 1998) fornisce ai ricercatori un'altra importante opera di fonti dell'Archivio Vaticano per la storia tedesca del tardo Medioevo. Tutti i volumi contengono regesti in latino relativi ai registri delle suppliche della Penitenzieria apostolica.
Nuntiaturberichte aus Deutschland
I rapporti della Nunziatura apostolica rappresentano un'importante raccolta di fonti sulla storia della diplomazia pontificia nei secoli XVI e XVII (dal 1892).
Instructiones Pontificum Romanorum
Questa è una raccolta di fonti delle istruzioni per i nunzi apostolici e i legati presso le corti europee (dal 1984).
Concentus musicus
Nell'edizione dei monumenti musicali del dipartimento di storia della musica compaiono importanti opere di musica italiana, soprattutto del periodo compreso tra il 1600 e il 1900 (dal 1973).

### Monografie e volumi di saggi
Bibliothek des Deutschen Historischen Instituts in Rom
Questa serie pubblica monografie erudite e volumi di saggi sulla storia italiana e tedesca dall'alto medioevo alla storia contemporanea (dal 1905).
Ricerche dell’Istituto Storico Germanico di Roma
Al fine di far conoscere il lavoro di ricerca dell'istituto a un pubblico scientifico più ampio in Italia, nel 2005 è stata costituita questa collana di edizioni e studi in lingua italiana.
Analecta musicologia
La serie di pubblicazioni del Dipartimento di Storia della Musica comprende raccolte di saggi, atti di congressi organizzati dal dipartimento e monografie (dal 1963).

### Riviste
Quellen und Forschungen aus italienischen Archiven und Bibliotheken
La rivista dell'Istituto si occupa di argomenti sulle relazioni tra Germania e Italia e sulla storia italiana dall'alto medioevo alla storia contemporanea. Contiene anche il rapporto annuale del direttore, i rapporti sulle conferenze dell'Istituto e un'ampia sezione di recensioni (dal 1898).
Bibliographische Informationen zur neuesten Geschichte Italiens
La rivista esce tre volte l'anno in collaborazione con la Arbeitsgemeinschaft für die neueste Geschichte Italiens. Dal 1974, più di 60.000 nuove pubblicazioni storiche sono state presentate qui.
Storia e Critica
La storia contemporanea italiana riflessa nella stampa quotidiana e settimanale
Rassegna stampa, pubblicata dal 1979 al 1999, a cura di Jens Petersen.

### Piattaforma online
Romana Repertoria Online

## Biblioteca e archivio
Il DHI di Roma ha una biblioteca con due sezioni: storia e storia della musica. La biblioteca storica è specializzata principalmente nella storia dell'Italia e della Germania e nelle relazioni italo-tedesche. Ha circa 171.000 volumi e 667 riviste (al 2012). La biblioteca musicale ha circa 57.000 unità multimediali, inclusi libri, spartiti e supporti sonori, e 440 riviste. Come collezione speciale ha più di 1.500 libretti rari (al 2012). L'archivio conserva il materiale scritto dell'istituto e delle istituzioni che lo hanno preceduto dal 1888 ad oggi. I cataloghi informatici delle due biblioteche, che comprendono sempre più anche i fondi più antichi, sono disponibili online. La panoramica dell'inventario ei sussidi di ricerca dell'archivio del DHI di Roma sono anch'essi accessibili anche online.

## Direttori
- 1888–1890: Konrad Schottmüller
- 1890–1892: Ludwig Quidde
- 1892–1901: Walter Friedensburg
- 1901–1903: Aloys Schulte
- 1903–1936: Paul Fridolin Kehr
- 1936–1937: Wilhelm Engel
- 1937–1942: Edmund E. Stengel
- 1942–1945: Theodor Mayer
- 1953–1961: Walther Holtzmann
- 1962–1972: Gerd Tellenbach
- 1972–1988: Reinhard Elze
- 1988–2001: Arnold Esch
- 2001-2002: Alexander Koller (ad interim)
- 2002–2012: Michael Matheus
- 2012–2024 Martin Baumeister[1]
- dal 2024 Petra Terhoeven[2]